# Pierre Verge
Pierre Verge est un juriste et professeur québécois né le 6 janvier 1936 et décédé le 7 février 2015.  Spécialiste notamment en droit du travail, il est professeur émérite de l'Université Laval.

## Honneurs
- 1986 - Société royale du Canada